# Neohydatothrips
Neohydatothrips (лат.) — род трипсов из семейства Thripidae (Thysanoptera). Около 100 видов.

## Распространение
Встречается повсеместно.

## Описание
Мелкие насекомые с четырьмя бахромчатыми крыльями. Самка макроптерная (редко микроптерная). Голова шире длины; присутствует I пара глазничных волосков, три пары заднеглазничных волосков; нижнечелюстные пальпы 3-сегментные. Антенны 8-сегментные (редко 7), сегмент I без парных дорсо-апикальных волосков, III и IV с вильчатыми конусами чувств; III—VI с микротрихиальными рядами на обеих поверхностях; VIII с основанием конуса чувств очень длинным и узким. Пронотум шире длины со срединной пятнистостью; одна пара длинных постероангулярных волосков. Мезонотум со срединной парой волосков около середины; переднемедианные кампановидные сенсиллы отсутствуют. Скульптура метанотума изменчива; срединная пара волосков на переднем крае или близко к нему; кампановидная сенсилла отсутствует. Первый ряд жилок переднего крыла полный; вторая жилка с 0—2 дистальными волосками; клавус с четырьмя жилковыми и одним дискальным волосками; реснички заднемаргинальной каймы волнистые. Простернальные ферны неразделены; базантры мембранные и без волосков. Мезостернальная эндофурка со спинулой; метастернальная эндофурка со спинулой или без нее; метастернальная внутренняя пластинка с измененным передним краем, поперечная или слегка вогнутая. Ноги полностью покрыты микротрихиями, лапки 2-сегментные. Тергиты без ктенидий, краспедум присутствует или отсутствует, плотные микротрихии на боковых третях; II—VIII со срединными волосками длиннее расстояния между их основаниями; VIII с полным гребнем на заднем крае; IX без передней кампановидной сенсиллы, с более чем одной парой MD волосков; X срединное расщепление отсутствует. Стерниты с микротрихиями по крайней мере на боковых третях, без дискальных волосков; краспедум присутствует или отсутствует, стерниты III—VII с 3 парами постеромаргинальных волосков, II с 2 парами; VII со всеми волосками перед задним краем. Самец похож на самку, но меньше; стерниты без поровых пластинок или с поровой пластинкой на III—VII. Личинки видов Neohydatothrips встречаются как в цветках, так и на листьях различных растений.

## Классификация
Включает около 100 видов из семейства Thripidae. Включён в подсемейство Sericothripinae. У всех видов Neohydatothrips внутренняя метаторакальная пластинка с передним краем почти поперечная, в отличие от видов Hydatothrips.

### Синонимы
Количество родов в подсемействе Sericothripinae в 2007 и 2009 годы было сокращено за счёт синонимии.
- Neohydatothrips John, 1929: 33[6]. Типовой вид Neohydatothrips latereostriatus John, 1929, по монотипии, синоним вида Sericothrips portoricensis Morgan, 1925[7][5].

- Elbuthrips Bhatti, 1973: 410[3]. Типовой вид Elbuthrips latis Bhatti, 1973, по монотипии. Синонимизировано в работе Wang 2007: 56[4].

- Faureana Bhatti, 1973: 411[3]. Типовой вид Zonothrips smutsi Faure 1958, по монотипии. Синонимизировано в работе Mound & Tree 2009: 11[2].

- Kazinothrips Bhatti, 1973: 432[3]. Типовой вид Zonothrips luridus Ananthakrishnan 1967, (= plynopygus Karny) by original designation. Синонимизировано в работе Wang 2007: 56[4].

- Neohydatothrips (Onihothrips) Bhatti, 1973: 435[3]. Типовой вид Sericothrips formosus Faure 1958, по монотипии. Синонимизировано в работе Mound & Tree 2009: 11[2].

- Sariathrips Bhatti, 1990: 247[8]. Sericothrips masrensis Priesner 1965, по монотипии. Синонимизировано в работе Mound & Tree 2009: 11[2].

- Sensothrips Bhatti, 1999: 7[9]. Типовой вид Hydatothrips (Kazinothrips) reticulatus Kudo 1991, по монотипии. Синонимизировано в работе Wang 2007: 58[4].

- Piliothrips Bhatti, 2006: 359[10]. Типовой вид Sericothrips gracilicornis Williams 1916, оригинальным указанием. Синонимизировано в работе Mound & Tree 2009: 11[2].

### Список видов
| A Neohydatothrips abditus (Hartwig, 1952) Neohydatothrips abnormis (Karny, 1910) Neohydatothrips albus (Jones, 1912) Neohydatothrips amygdali Minaei, 2016 Neohydatothrips andrei (Crawford JC, 1943) Neohydatothrips angelorum Valencia-Garcia et al., 2012 Neohydatothrips annulipes (Hood, 1927) Neohydatothrips apicalis (Hood, 1927) Neohydatothrips aztecus Johansen, 1983 B Neohydatothrips baileyi (Hood, 1957) Neohydatothrips baptisiae (Hood, 1916) Neohydatothrips barrowi Mound & Tree, 2009 Neohydatothrips basilaris (Hood, 1941) Neohydatothrips beacheae (Hood, 1927) Neohydatothrips bellisi Mound & Tree, 2009 Neohydatothrips bicolor Masumoto & Okajima, 2020 Neohydatothrips biconcavus Rachana, 2021 Neohydatothrips bifurcisetosus (Kudo, 1997) Neohydatothrips burungae (Hood, 1935) C Neohydatothrips calilungae Reyes, 1994 Neohydatothrips catenatus (Hood, 1957) Neohydatothrips chandrai Tyagi & Kumar, 2016 Neohydatothrips chelinus Lima & Mound, 2016 Neohydatothrips chrysothamni (Hood, 1936) Neohydatothrips clavisetis Lima & Mound, 2016 Neohydatothrips collaris (Hood, 1936) Neohydatothrips concavus Mirab-balou, Tong & Yang, 2013 Neohydatothrips ctenogastris (Hood, 1936) D Neohydatothrips daedalus (Hood, 1954) Neohydatothrips desertorum (Hood, 1957) Neohydatothrips desmodianus (Stannard, 1968) Neohydatothrips diana (Girault, 1929) Neohydatothrips dlabolai (Pelikan, 1963) Neohydatothrips dosulis Lima & Mound, 2016 E Neohydatothrips elaeagni (Kudo, 1991) Neohydatothrips ephedrae (Hood, 1957) Neohydatothrips epipactis (Kurosawa, 1941) F Neohydatothrips fasciatus (Moulton, 1938) Neohydatothrips fascipennis Masumoto & Okajima, 2020 Neohydatothrips fimbriatus (Hood, 1954) Neohydatothrips flavens (Moulton, 1941) Neohydatothrips flavicingulus (Mirab-balou, Tong & Yang, 2013) Neohydatothrips flavicollis (Hood, 1954) Neohydatothrips floridanus (Watson, 1918) Neohydatothrips formosus (Faure, 1958) Neohydatothrips fraxinicola (Hood, 1940) G Neohydatothrips gaucho Lima & Mound, 2016 Neohydatothrips goianus Lima & Mound, 2016 Neohydatothrips gracilicornis (Williams, 1916) Neohydatothrips gracilipes (Hood, 1924) H Neohydatothrips hadrosetae Mound & Marullo, 1996 Neohydatothrips haydni (Girault, 1932) Neohydatothrips hemileucus (Hood, 1952) Neohydatothrips hispanicus Berzosa, 1983 Neohydatothrips humberto Mound & Marullo, 1996 I Neohydatothrips ikelus Lima & Mound, 2016 Neohydatothrips ilamensis Mirab-balou, Jamali & Tong 2014 Neohydatothrips interruptus (Hood, 1927) Neohydatothrips inversus (Hood, 1928) K Neohydatothrips katherinae Mound & Tree, 2009 Neohydatothrips kenidai (Kudo, 1997) | L Neohydatothrips langei (Moulton, 1929) Neohydatothrips lassatus (De Santis, 1966) Neohydatothrips latis (Bhatti, 1973) Neohydatothrips lepidus (Faure, 1958) Neohydatothrips luculentus (Moulton, 1938) Neohydatothrips luteolipes Mirab-balou, Tong & Yang, 2013 M Neohydatothrips maculatus Lima & Mound, 2016 Neohydatothrips maculicollis (Hood, 1954) Neohydatothrips magnoliae Zhang, Xie & Li, 2012 Neohydatothrips masrensis (Priesner, 1965) Neohydatothrips medius Wang, 1994 Neohydatothrips mirandai (Johansen, 1981) Neohydatothrips mitubautugi (Kudo, 1991) Neohydatothrips moultoni (Jones, 1912) Neohydatothrips mundus (Hartwig, 1952) N Neohydatothrips narroi Campos, Salazar, Figueroa & Bermúdez, 2018 Neohydatothrips necopinatus zur Strassen, 1995 Neohydatothrips notialis Lima & Mound, 2016 Neohydatothrips novateutoniae Lima & Mound, 2016 Neohydatothrips nubilipennis (Hood, 1924) O Neohydatothrips opuntiae (Hood, 1936) Neohydatothrips osmundae (Crawford JC, 1941) P Neohydatothrips paraensis (Hood, 1954) Neohydatothrips pedicillatus (Hood, 1927) Neohydatothrips plaumanni Lima & Mound, 2016 Neohydatothrips plumeria Tyagi & Kumar, 2016 Neohydatothrips plynopygus (Karny, 1925) Neohydatothrips poeta (Girault, 1926) Neohydatothrips ponyanupe (Kudo, 1991) Neohydatothrips portoricensis (Morgan, 1925) Neohydatothrips pseudoannulipes Johansen, 1983 Neohydatothrips pulchellus (Hood, 1908) R Neohydatothrips raniae (Bhatti, 1967) Neohydatothrips rapoporti Johansen, 1983 Neohydatothrips renatae Lima & Mound, 2016 Neohydatothrips reticulatus (Kudo, 1991) Neohydatothrips ruginosus (Hood, 1954) S Neohydatothrips samayunkur (Kudo, 1995) Neohydatothrips sambuci (Hood, 1924) Neohydatothrips sensillis (Hood, 1936) Neohydatothrips setosus (Hood, 1927) Neohydatothrips sidae (Crawford JC, 1944) Neohydatothrips signifer (Priesner, 1932) Neohydatothrips smutsi (Faure, 1957) Neohydatothrips sophorae Feng QJ, Wang JY & Tong XL, 2021 Neohydatothrips spiritus (Hood, 1927) Neohydatothrips sulcus Lima & Mound, 2016 Neohydatothrips surrufus Wang, 2007 T Neohydatothrips tabulifer (Priesner, 1935) Neohydatothrips tadzhicus (Pelikan, 1964) Neohydatothrips tibialis (Priesner, 1924) Neohydatothrips tiliae (Hood, 1931) Neohydatothrips tissoti (Watson, 1937) Neohydatothrips trifasciatus (Ashmead, 1894) Neohydatothrips trypherus Han, 1991 V Neohydatothrips variabilis (Beach, 1896) Neohydatothrips varius (Moulton, 1941) Neohydatothrips vicenarius (Hood, 1955) X Neohydatothrips xestosternitus (Han & Cui, 1991) Z Neohydatothrips zebra (Hood, 1940) Neohydatothrips zucchi Lima & Mound, 2016 Neohydatothrips zurstrasseni Berzosa, 1983 |